# 查爾斯·達納·吉布森

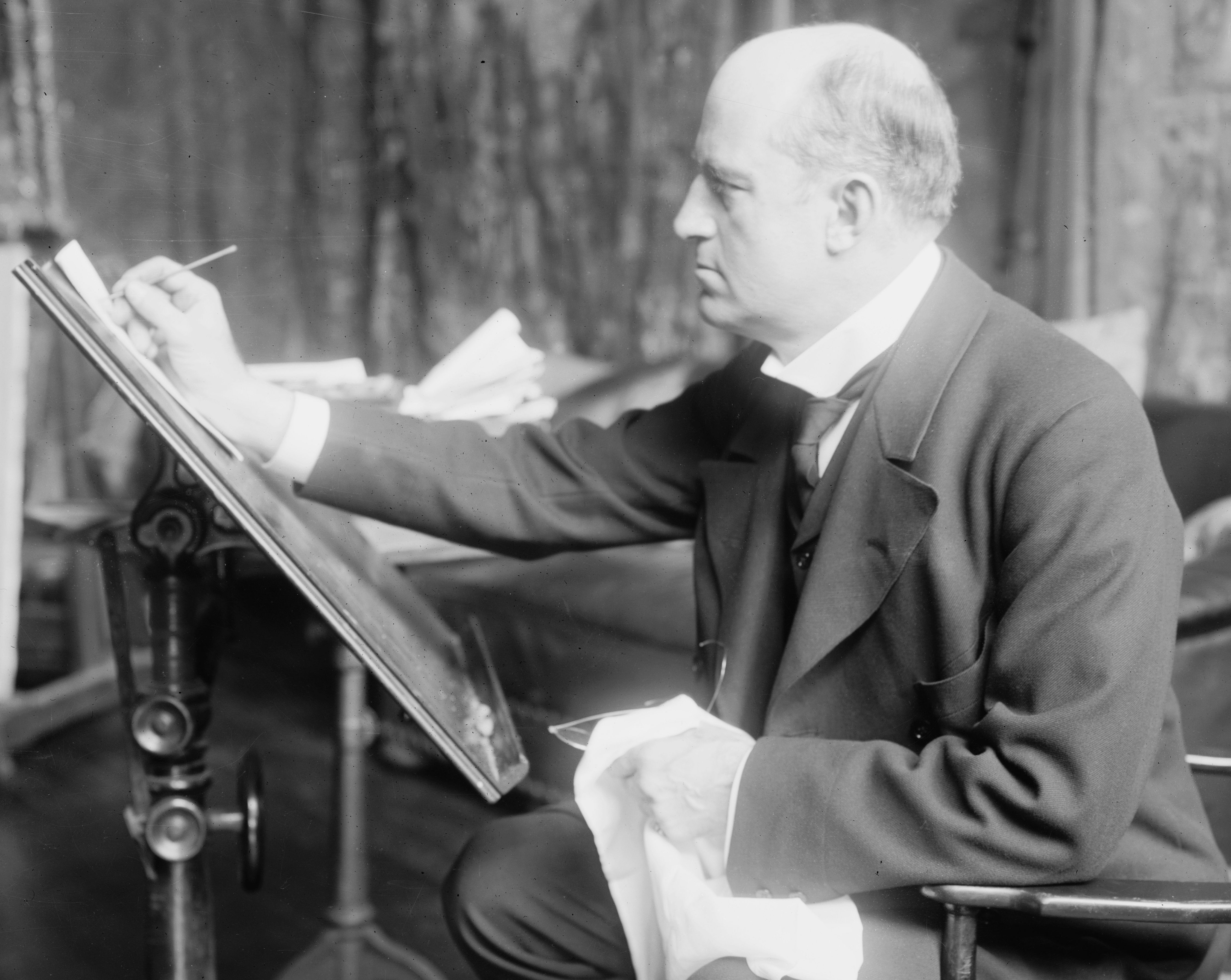
查爾斯·達納·吉布森

查尔斯·达纳·吉布森（Charles Dana Gibson，1867年9月14日—1944年12月23日）是一位美国插画家。他的插画作品曾连续刊登在《生活》杂志和其他大型全国出版物上三十余年。